# Список политических партий Ливии
Это список политических партий Ливии.

## Действующие партии
По состоянию на 2015 год.

#### Представлены воВсеобщем национальном конгрессе
- Альянс национальных сил
- Партия справедливости и строительства
- Национальный фронт
- Альянс Вади аль-Хия
- Союз за Родину
- Национальная центристская партия
- Ливийская национал-демократическая партия
- Сообщение
- Основа
- Национальная партия развития и благосостояния
- Нация и процветание
- Подлинность и обновление
- Подлинность и прогресс
- Умеренное собрание уммы
- Либик Ватани
- Национальное собрание Вади аль-Шати
- Умеренная молодёжная партия
- Ливийский список за свободу и развитие
- Национальная коалиция партий
- Надежда Ливия
- Партия мудрости[1]

#### Другие
- Партия Либу
- Демократическая партия
- Родина[2][3]
- Партия реформы и развития[4]
- Ливийское национальное движение
- Народный фронт освобождения Ливии
- Ливийский конституционный союз
- Конгресс ливийских амазигов
- Альхак и Демократическая партия Бенгази
- Партия Ливийского национального конгресса
- Новая партия Ливии
- Партия «Национальное единство Ливии»
- Партия свободы и развития Ливии
- Партия патриотических реформ
- Партия национальной солидарности
- Ливийская национальная партия
- Партия умма
- Партия справедливости и демократии Ливии
- Партия будущего Ливии
- Ливийская центристская партия
- Национально-демократическая ассамблея за справедливость и прогресс
- Партия развития Ливии
- Ливийская универсальная партия
- Национально-демократический альянс
- Партия нового национального конгресса
- Партия Тавасул
- Ливийская национально-демократическая партия за справедливость и развитие
- Партия «Ливия — наш дом и племя»
- Ливийская партия освобождения
- Ливия для всех
- Движение единства
- Демократическая партия молодёжи
- Национально-демократическое собрание
- Партия Вефак
- Ливийское национально-демократическое собрание
- Ансар Аль-Хоррия
- Ливийская юнионистская партия[5]

#### Запрещённые партии
- Ливийское народное национальное движение

## Ранее существовавшие партии
- Ливийская арабская социалистическая партия Баас
- Арабский социалистический союз
- Коммунистическая партия Ливии
- Мусульманская ассоциация ликтора
- Национальный фронт спасения Ливии
- Национальная конференция за ливийскую оппозицию
- Ливийский национал-демократический фронт
- Ливийская кампания за свободу и демократию